# Jan Brueghel, o Jovem
Jan Brueghel, o Jovem (Antuérpia, 13 de setembro de 1601 — Antuérpia, 1 de setembro de 1678), era um dos filhos de Brueghel, "o velho", por quem foi consideravelmente influenciado; neto de Pieter Brueghel, o Velho e sobrinho de Pieter Brueghel, o Jovem.
Jan Brueghel, o Jovem pintou paisagens, alegorias, objetos religiosos, flores e retratos. Recebeu precocemente treinamento de seu pai na Antuérpia. Em 1622, visitou Milão e foi apresentado ao Cardeal Federico Borromeo, um importante amigo e patrono de seu pai. Subsequentemente, visitou Gênova e Palermo. No começo de 1625, tomou conhecimento da morte de seu pai e retornou à Antuérpia em busca de retomar seu estúdio.
Jan Brueghel tornou-se um mestre da guilda de St. Luke em 1625, e casou-se com a filha do pintor Abraham Janssens em 1626. Tornou-se o reitor da Câmara da Retórica, em 1630. Durante este período, ele também foi indicado reitor da guilda dos pintores.
Como seu pai, Brueghel o jovem também colaborava nas pinturas de outros artistas, incluindo Henrik van Balen, Peter Paul Rubens e Josse de Momper. Além disso, também era responsável pela ornamentação de pinturas de Rubens, Jansens e van Balen.
O trabalho de Jan Brueghel o Jovem, como muitos em sua família, é representado em importantes museus ao redor do mundo.